# Complejo Turístico Aripuca

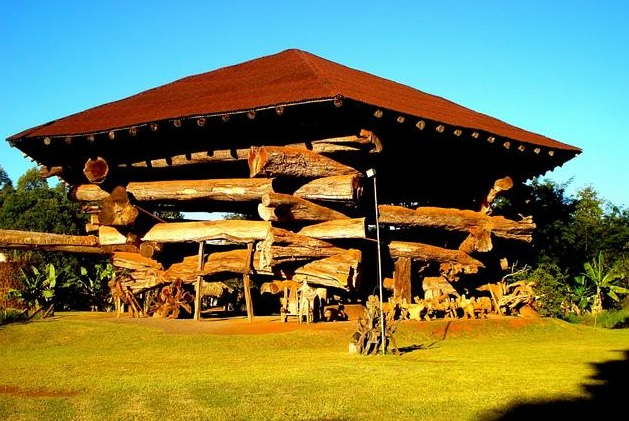
La Aripuca.

El Complejo Turístico Aripuca está localizado en las afueras de la ciudad de Puerto Iguazú, en Misiones (Argentina). Posee una réplica de una aripuca (trampa artesanal de menos de un metro de altura) gigantesca, que fue realizada con los troncos rescatados oportunamente, así tardándose cinco años en construirla.
El lugar también posee otras actividades que se pueden realizar además de visitar la gran aripuca, por ejemplo, hay indígenas haciendo venta de sus productos regionales, instrumentos y otras cosas que usualmente son compradas por los turistas.

## Sentido
Estar en la aripuca es como estar en una especie de ensueño. La persona se transforma en ave y es capturada en una trampa gigante. El sentido es filosófico, ya que el humano se encuentra en su propia trampa al destruir la naturaleza, es decir, al destruir sus propios recursos naturales y con ello su propia esencia.